# Каппы
Ка́ппы (нем. kappe — колпачок, крышка, чехол; в англоязычных источниках — tray) — колпачки из неокисляющегося металла или полимеров, надеваемые на зубы с целью исправления положения зубов и прикуса, закрепления отломков челюсти или для аппликаций лекарственных веществ и отбеливания зубов химическими препаратами.

## Исправление прикуса
Один из видов капп — исправляющие прикус элайнеры, изготавляются на заказ врачами-ортодонтами. Для изготовления снимается трёхмерная модель текущего состояния зубов пациента, моделируется желаемое корректное положение зубов, и после по этой модели создаётся каппа. Часто моделируются и изготавливаются каппы и для промежуточных состояний.
Стоматологические каппы разные компании делают из силикона или термопластичного полиуретана. Полиуретановые каппы более тонкие, чем силиконовые, и их можно носить по 20 часов в сутки, снимая только на время еды и чистки зубов. В отличие от брекетов, они не видны собеседникам и почти не мешают говорить.

## Отбеливание зубов и аппликация лекарств
Для отбеливания зубов и аппликации лекарств применяются более дешёвые и толстые силиконовые каппы, которые предлагается надевать на ночь.
Для этих целей можно использовать стандартные каппы из набора для отбеливания либо в кабинете стоматолога сделать слепок, по которому создадут индивидуальную каппу. После этого каппу нужно будет наполнять специальным отбеливающим гелем и носить 3—4 недели по вечерам.